# アンドロギノセラス
アンドロギノセラス（学名：Androgynoceras）は、アンモナイト亜綱に属する頭足綱の絶滅した属。ドーセット海岸のGreen Ammonite Bedsは連室が緑色の方解石で満たされたAndrogynoceras lataecosta化石に因んで命名された。

## 概要
ジュラ紀のオーストリア、フランス、ドイツ、セルビア・モンテネグロ、スペイン、スイス、イギリスに生息した。